# Zufallspitzen
Die beiden Zufallspitzen (Betonung auf der zweiten Silbe, also Zufáll) sind vergletscherte Hochgipfel in den Ortler-Alpen in Italien. Die Hintere Zufallspitze (auch Südliche Zufallspitze, italienisch Cima Cevedale oder Cevedale II) erreicht eine Höhe von 3757 m s.l.m. Die 3700 m hohe Vordere Zufallspitze (auch Nördliche Zufallspitze, Position: ⊙) ist eine etwa 200 m vorgelagerte Kuppe, die mit dem eigentlichen Gipfelaufbau nahezu ohne Einschartung verbunden ist und lediglich aus dem Martelltal herauf betrachtet den Anschein eines eigenständigen Gipfels erweckt.

## Lage und Umgebung
Die beiden Zufallspitzen sind Teil des Hauptkamms der Ortler-Alpen. Sie liegen am Scheitelpunkt zwischen dem Martelltal im Norden, dem Peio-Tal im Südosten und dem Val Cedec im Westen. Nur etwa 600 m südwestlich vom Gipfel der Hinteren Zufallspitze erhebt sich der über einen scharfen Grat verbundene Monte Cevedale (3769 m). Der nächstgelegene Gipfel im sich nach Nordwesten fortsetzenden Verlauf des Hauptkamms ist die Suldenspitze (3376 m). An den Zufallspitzen löst sich auch der zunächst gegen Osten, später Richtung Nordosten strebende Zufrittkamm, der in der Köllkuppe (3330 m) seinen ersten Gipfel findet.
Die Hintere Zufallspitze liegt genau auf der Grenze zwischen Südtirol, dem Trentino und der lombardischen Provinz Sondrio, bzw. den Gemeinden Martell, Peio und Valfurva. Die Vordere Zufallspitze hingegen befindet sich bereits komplett auf Südtiroler Boden. Die Zufallspitzen und das umliegende Gebiet in weitem Umkreis sind im Nationalpark Stilfserjoch unter Schutz gestellt.

## Etymologie
Die Etymologie des Namens der Zufallspitzen und dessen Verbindung mit dem ähnlich lautenden Namen des benachbarten Cevedale sind unklar. Einer volksetymologischen Erklärung zufolge soll ein zu Fall genannter Wasserfall der Plima im Marteller Talschluss zunächst dem umliegenden Gelände seinen Namen gegeben haben, um anschließend auf den das Tal überragenden Berg übertragen worden zu sein. Andere Deutungen gehen von einem romanischen Wortstamm aus.

## Anstiege
Die Zufallspitzen werden zwar relativ häufig im Rahmen einer Hochtour und gerne auch als Skitour bestiegen, allerdings etwas seltener als der 12 m höhere Cevedale. Insbesondere die Hintere Zufallspitze wird oft im Zusammenhang mit einer Monte-Cevedale-Besteigung erreicht oder überschritten. Die nächstgelegenen Stützpunkte sind der Rifugio Larcher, der Rifugio Pizzini-Frattola, der Rifugio Gianni Casati, die Marteller Hütte und die Zufallhütte.